# Escacena del Campo (kommunhuvudort)
Escacena del Campo är en kommunhuvudort i Spanien.   Den ligger i provinsen Provincia de Huelva och regionen Andalusien, i den sydvästra delen av landet, 400 km sydväst om huvudstaden Madrid. Escacena del Campo ligger 163 meter över havet och antalet invånare är 2 156.
Terrängen runt Escacena del Campo är huvudsakligen platt. Escacena del Campo ligger uppe på en höjd. Runt Escacena del Campo är det ganska tätbefolkat, med 108 invånare per kvadratkilometer. Närmaste större samhälle är Pilas, 14,0 km sydost om Escacena del Campo. Trakten runt Escacena del Campo består till största delen av jordbruksmark.